# Benjamin Flores Jr.
Benjamin Christopher Flores Jr. (vagy más néven Lil’ P-Nut) (Memphis, Tennessee, 2002. július 23. –) amerikai színész, énekes, rapper.

## Karrierje

### Színészként
Fiatalkorát szülővárosában töltötte, majd Dél-Kaliforniába költözött.
Első szerepét kilencévesen kapta, a Táncoló talpak 2. (Happy Feet Two) című animációs filmben, Atticus hangja volt. 2014-ben a Pofázunk és végünk (Ride Along) nevű akció-vígjátékban alakította Morrist. 2013-ban egy Nickelodeonos sorozatban kapott szerepet, A Hathaway kísértetlak (The Haunted Hathaways) címűben 2015-ig Louie Prestont, egy fiatal szellemet alakított, amiért több díjra is jelölték. Miután a sorozatnak vége lett, behívták egy másikba, aminek Game Shakers a címe. Flores Triple G-t, a híres rapper, Double G fiát játssza. Ezt a sorozatot is a Nickelodeon vetíti. 2017-ben Benjamin szerepet kapott egy animációs tévéfilmben, a Hé, Arnold! – A Dzsungel film-ben (Hey Arnold: The Jungle Movie), amelyben Gerald Johanssen-nek kölcsönzi a hangját.

### Dalai
Már több száma is megjelent, az alábbiak a YouTube-on jelentek meg:
- Choosin
- Bad Dream
- YOU MIGHT BE THE ONE

Ezenkívül megjelent egy száma a Haunted By Heroes-zal:
- Walk This Way

Továbbá van egy dala a Táncoló talpak második részéhez, többek között P!nk közreműködésével:
- Happy Feet Two Opening Medley

## Filmográfia
| Év              | Cím                              | Szerep            | Magyar hang        | Megjegyzés               |
| --------------- | -------------------------------- | ----------------- | ------------------ | ------------------------ |
| 2017            | Hé, Arnold! – A Dzsungel film    | Gerald Johanssen  | Tóth Márk          | hang, TV film            |
| 2017            | Pup Star: Better 2Gether         | M.C. Bite         | -                  |                          |
| 2015-napjainkig | Game Shakers                     | Triple G          | Pál Dániel Máté    | TV sorozat, 65 epizód    |
| 2017            | Transformers: Az utolsó lovag    | Kid               | -                  |                          |
| 2015            | Nickelodeon – Karácsonyi kelepce | Rick              | Straub Martin      | TV film                  |
| 2015            | Veszélyes Henry                  | Lil’ Biggie       | Berecz Kristóf Uwe | TV sorozat, epizódszerep |
| 2015            | Egy észvesztő hajóút             | Nate Jensen-Bauer | Straub Martin      | TV film                  |
| 2013-2015       | A Hathaway kísértetlak           | Louie Preston     | Straub Martin      | TV sorozat, 48 epizód    |
| 2014            | Santa Hunters                    | Alex              | -                  | TV film                  |
| 2014            | A Thunderman család              | Louie Preston     | -                  | TV sorozat, epizódszerep |
| 2014            | Pofázunk és végünk               | Morris            | Straub Martin      |                          |
| 2014            | Táncoló talpak 2.                | Atticus           | Ducsai Ábel        |                          |

## Díjak és jelölések
| Év   | Díj                 | Kategória                 | Munka                  | Eredmény |
| ---- | ------------------- | ------------------------- | ---------------------- | -------- |
| 2014 | Imagen Awards       | Kedvenc fiatal TV-színész | A Hathaway kísértetlak | Elnyerte |
| 2014 | Kids’ Choice Awards | Kedvenc TV-színész        | A Hathaway kísértetlak | Jelölve  |
| 2015 | Kids’ Choice Awards | Kedvenc TV-színész        | A Hathaway kísértetlak | Jelölve  |
| 2017 | Kids’ Choice Awards | Kedvenc TV-színész        | Game Shakers           | Jelölve  |

## További információ
- Benjamin Flores Jr. a PORT.hu-n (magyarul)
- Benjamin Flores Jr. az Internetes Szinkronadatbázisban (magyarul)
- Benjamin Flores Jr. az Internet Movie Database-ben (angolul)
- Benjamin Flores Jr. a Rotten Tomatoeson (angolul)